# Mer de Java
La mer de Java, mer de l'archipel indonésien, est située entre l'île de Java au sud, la côte méridionale de Bornéo au nord, et Sumatra à l'ouest.
De faible profondeur (60 m au maximum), elle communique à l'ouest-nord-ouest avec la mer de Chine méridionale par le détroit de Karimata, au nord-est avec le détroit de Macassar, à l'est avec la mer de Florès et à l'est-sud-est avec la mer de Bali.
Très poissonneuse, elle est exploitée par les pêcheries artisanales  industrielles.

## Géographie
L'Organisation hydrographique internationale définit les limites de la mer de Java de la façon suivante :
- Au nord : une ligne joignant l'ujung Laikang (5° 36′ 13″ S, 119° 29′ 21″ E) en direction du nord-ouest à l'extrémité sud-ouest de pulau Tanakeke (5° 31′ 54″ S, 119° 16′ 05″ E), puis au tanjung Lajar (4° 05′ 05″ S, 116° 05′ 26″ E), l'extrémité méridionale de pulau Laut ; de là une ligne en direction du nord, le long de la côte ouest de pulau Laut, jusqu'au tanjung Kiwi (3° 38′ 23″ S, 116° 00′ 11″ E), sur la côte ouest de cette île ; et de là une ligne en direction de l'ouest jusqu'au tanjung Petang  (3° 36′ 33″ S, 115° 58′ 03″ E), sur la côte sud-est de Kalimantan. La côte sud de Bornéo jusqu'au tanjung Sambar (2° 59′ 13″ S, 110° 18′ 12″ E), de là une ligne jusqu'au tanjung Burungmandi, la pointe est de pulau Belitung (2° 50′ 55″ S, 108° 17′ 56″ E), puis par la côte nord de l'île jusqu'au tanjung Jemang (2° 36′ 01″ S, 107° 37′ 54″ E), sa pointe ouest, de là une ligne jusqu'au tanjung Berikat (2° 34′ 17″ S, 106° 50′ 55″ E), la pointe est de pulau Bangka, puis jusqu'au tanjung Nangka (3° 05′ 26″ S, 106° 29′ 28″ E), sa pointe méridionale, et de là une ligne jusqu'au tanjung Kait (3° 14′ 29″ S, 106° 05′ 40″ E), sur la côte est de Sumatra.

- À l’est : une ligne depuis pulau Kapoposangbali (7° 30′ 18″ S, 117° 10′ 30″ E), à l’ouest de l’archipel Tengah, en direction du nord-est jusqu’à pulau Jailamu (6° 33′ 22″ S, 118° 47′ 37″ E) dans l’archipel Sabalana et jusqu’à l’ujung Laikang (5° 36′ 13″ S, 119° 29′ 21″ E), la pointe ouest de teluk Laikang à Célèbes.

- Au sud : une ligne depuis  pulau Kapoposangbali (7° 30′ 18″ S, 117° 10′ 30″ E) jusqu’à la pointe est de pulau Sepanjang (7° 06′ 10″ S, 115° 54′ 24″ E) et de là à travers cette île jusqu’à la pointe ouest (7° 00′ 44″ S, 115° 17′ 35″ E) de teluk Gedeh sur la côte sud de pulau Kangean ; de là une ligne jusqu’au tanjung Sedano (7° 48′ 39″ S, 114° 27′ 28″ E), l’extrémité nord-est de Java. De là, les côtes septentrionales et ouest de l'île de Java jusqu'au tanjung Gede (6° 45′ 51″ S, 105° 12′ 37″ E), sa pointe occidentale, puis jusqu'au cuku Belimbing (5° 55′ 09″ S, 104° 33′ 10″ E) , la pointe méridionale de Sumatra.

- À l'ouest : la côte est de Sumatra, depuis le cuku Belimbing, sa pointe méridionale, jusqu'au tanjung Kait (3° 14′ 29″ S, 106° 05′ 40″ E).

### Arcicles connexes
- Première bataille de la mer de Java
- Seconde bataille de la mer de Java
- Vol Indonesia AirAsia 8501
- Vol Lion Air 610
- Vol Sriwijaya Air 182